# Tendaguria
Tendaguria („(pocházející z) Tendaguru“) byl rod poměrně velkého sauropodního dinosaura, vzdáleně příbuzného známějším rodům Camarasaurus nebo Apatosaurus. Žil rovněž v období pozdní jury před asi 150 miliony let.

## Historie
Fosilie tohoto a dalších dinosaurů, objevených na lokalitě Tendaguru, byly dobře známé domorodým obyvatelům této oblasti již dlouho před příchodem evropských vědců. Fosilie pak byly oficiálně objeveny ve východoafrické Tanzanii (15 km od slavného vrchu Tendaguru, proslulého německými paleontologickými expedicemi v letech 1909-1913). Může se fakticky jednat o stejný rod, jako Janenschia.

## Popis
Od ostatních sauropodů se Tendaguria liší zejména tvarem svých obratlů. Šlo o vývojově poměrně odvozeného sauropoda, možná příbuzného severoamerickému kamarasaurovi. Dosahoval délky kolem 20 metrů, šlo tedy o masivního sauropoda s hmotností až kolem desítky tun. Typový a dosud jediný známý druh T. tanzaniensis byl popsán v roce 2000 (holotyp: MB.R.2092.1 (NB4) a MB.R.2092.2 (NB5) (Museum für Naturkunde, Berlín)). Druhové jméno odkazuje na zemi původu fosilních pozůstatků.